# Zahora (islam)
La zahora (en árabe: سحور‎, romanizado: suḥūr/saḥūr) es la comida consumida antes del amanecer por los musulmanes durante el mes de Ramadán. Durante este mes sagrado los creyentes no deben comer ni beber nada desde que sale el sol hasta que se pone. Por lo tanto, la zahora es la comida que se ingiere antes de que amanezca y previa a la oración matinal, llamada fajr. Por ser la primera comida tras despertarse, la zahora se equipará con el desayuno y su opuesto es la comida del iftar, que se hace una vez haya atardecido. Ambas comidas, zahora e iftar, son copiosas para compensar los días de Ramadán en los que no se puede consumir ni siquiera agua, siendo enfermos, niños y mujeres embarazadas los únicos que pueden no hacer el ayuno.
En el castellano, el término «zahora» ha pasado a significar en un sentido laico una comilona o merienda de amigos en que hay bulla y zambra.